# Тайное евангелие от Марка
Тайное Евангелие от Марка (англ. Secret Gospel of Mark) — апокрифический христианский текст, известный по упоминанию в письме Климента Александрийского (II–III вв.). Впервые о нём стало широко известно в XX веке благодаря работам американского исследователя Мортона Смита, который утверждал, что обнаружил цитаты из этого евангелия в древнем документе. Подлинность текста остаётся предметом научных споров.

## История открытия
В 1958 году Мортон Смит заявил, что во время работы в библиотеке монастыря Мару-Саба (Палестина) нашёл письмо Климента Александрийского, адресованное некоему Феодору. В нём цитировались два отрывка из «более духовной» версии Евангелия от Марка, предназначенной для «избранных».
Смит опубликовал свои находки в 1973 году в книге «Clement of Alexandria and a Secret Gospel of Mark», а позже — в более популярной работе «The Secret Gospel» (1974).

## Содержание отрывков
Согласно письму Климента, Тайное Евангелие от Марка включало:
1. Расширенный рассказ о воскрешении юноши (аналогичный истории Лазаря в Евангелии от Иоанна).
2. Загадочный эпизод, в котором Иисус проводит ночь с обнажённым юношей, обучая его «тайнам Царствия Божия». Климент объясняет это как аллегорию духовного просвещения, но некоторые исследователи усматривали в тексте эзотерический или даже гомоэротический подтекст.

## Научные дискуссии о подлинности

### Аргументы за подлинность
- Стиль письма соответствует языку Климента Александрийского.
- Упоминание «тайного» учения согласуется с известными практиками ранних гностиков и эзотерических христианских групп.
- Некоторые учёные (например, Хельмут Кестер) допускают, что текст мог существовать в ограниченной традиции.[1]

### Аргументы против подлинности
- Оригинал письма исчез, сохранились только фотографии, в том числе цветные.[1]
- Стилистический анализ (Стефен Карлсон, 2005) указывает на возможную подделку: согласно его анализу текст содержит анахронизмы и странные языковые совпадения.

## Связь с каноническими евангелиями
Некоторые исследователи видят параллели между Тайным Евангелием от Марка и:
- Мк. 4:11 (где Иисус говорит ученикам, что им дано знать «тайны Царствия Божия»).
- Мк. 14:51–52 (эпизод с юношей в саване, который убегает нагим).
- Ин. 11 (воскрешение Лазаря).

## Современное восприятие
Большинство библеистов относятся к тексту скептически, но он продолжает изучаться в контексте:
- Апокрифической литературы.
- Истории раннего христианства.
- Дискуссий о разнообразии раннехристианских учений.